# O Passado (2007)
O Passado é um filme argentino-brasileiro de 2007, dirigido por Hector Babenco com Gael García Bernal e Paulo Autran no elenco.
Foi o último filme do ator Paulo Autran. O filme foi escolhido para abrir a Mostra Internacional de Cinema de São Paulo em  2007.

## Sinopse
Rímini é um jovem tradutor que terminou recentemente um casamento de 12 anos com Sofia, que foi sua primeira namorada. A separação foi tranquila, até Rímini iniciar um namoro com Vera, uma modelo de 22 anos. Um dia Sofia tenta beijá-lo à força, o que faz com que Vera, que presenciou a cena, morra atropelada. Um ano depois, já refeito, Rímini se casa com Carmen[, sua parceira de tradução. O trauma da morte de Vera lhe rendeu uma amnésia misteriosa, que o faz se esquecer dos idiomas que precisa para traduzir no trabalho. Ajudado por Carmen e pelo nascimento de seu filho, Lúcio, Rímini precisa se adaptar à sua nova realidade de marido dependente. Até que Sofia mais uma vez retorna à sua vida, sequestrando Lúcio e atraindo Rímini a um hotel de encontros.

## Elenco
- Gael García Bernal .... Rímini
- Ana Celentano .... Carmen
- Analía Couceyro .... Sofia
- Claudio Tolcachir .... Victor
- Moro Angheleri .... Vera
- Paulo Autran .... Professor Poussière
- Gustavo Pastorini .... homem na terapia
- Mabi Abele .... mulher na terapia
- Miriam Odorico